# Lucas Makowsky
Lucas Makowsky (Regina, Saskatchewan, 30 mei 1987) is een Canadese oud-langebaanschaatser.
In 2006 was hij deelnemer op het WK voor Junioren waar hij achtste werd. Hij nam deel aan het Continentaal kampioenschap schaatsen 2007 (Noord-Amerika & Oceanië), het kwalificatietoernooi voor de WK Allround. Hij eindigde op de vijfde plaats, kwalificeerde zich daar mee voor deelname, maar moest zijn startplaats afstaan aan landgenoot Denny Morrison. Op het kampioenschap van 2008 stond hij op de startlijst maar reed geen enkele afstand. Wel werd hij door de Canadese schaatsbond aangewezen voor het WK Allround 2008 waar hij op de dertiende plaats eindigde.
Makowsky is drietalig; naast Engels en Frans spreekt hij ook Oekraïens.

## Persoonlijk records
| Afstand      | Tijd     | Datum            | Baan           |
| ------------ | -------- | ---------------- | -------------- |
| 500 meter    | 35,76    | 12 februari 2011 | Calgary        |
| 1000 meter   | 1.08,96  | 19 maart 2011    | Calgary        |
| 1500 meter   | 1.43,53  | 11 december 2009 | Salt Lake City |
| 3000 meter   | 3.43,87  | 30 december 2010 | Calgary        |
| 5000 meter   | 6.24,57  | 28 december 2009 | Calgary        |
| 10.000 meter | 13.21,93 | 14 maart 2009    | Calgary        |

## Resultaten
| Jaar | CK N-Amerika | WK Allround | WK Afstanden                                     | Olympische Spelen                     | Wereldbeker           | WK Junioren        |
| ---- | ------------ | ----------- | ------------------------------------------------ | ------------------------------------- | --------------------- | ------------------ |
| 2006 |              |             |                                                  |                                       |                       | 8e · achtervolging |
| 2007 | 5e           |             |                                                  |                                       | 30e 5/10 km           |                    |
| 2008 | NS1          | NC13        |                                                  |                                       | 29e 1500m 25e 5/10 km |                    |
| 2009 | 4e           | NC17        | 13e 1500m 10e 5000m 11e 10.000m 6e achtervolging |                                       | 12e 1500m 12e 5/10 km |                    |
| 2010 | 5e           | 9e          |                                                  | 19e 1500m · 13e 5000m · achtervolging |                       |                    |
| 2011 | 5e           | 12e         |                                                  |                                       |                       |                    |
| 2012 | 3e           |             |                                                  |                                       |                       |                    |

NC# = niet gekwalificeerd voor de laatste afstand, maar wel als # geklasseerd in de eindrangschikking
NS# = niet gestart op # afstand

### Wereldbekerwedstrijden
| Jaar | 500m | 1000m | 1500m                      | 5k/10k                        | Achtervolging |
| ---- | ---- | ----- | -------------------------- | ----------------------------- | ------------- |
| 2007 |      |       |                            | -, -, -, 3e, 9e*, 25e         |               |
| 2008 |      |       | -, -, 2e, -, 11e, -, -     | 4e, 9e, 12e*, 2e, 9e*, 10e, - |               |
| 2009 |      |       | 12e, 14e, 9e, 8e, 12e, 14e | 14e, 14e, 4e*, 7e, 7e*, 20e   |               |
| 2010 |      |       | 13e, 8e, , 10e             | 11e, 17e, 10e*                |               |

cursief = B-groep, - = geen deelname, * = 10.000m 
2006: Anesi/Donagrandi/Fabris/Sanfratello ·
2010: Morrison/Giroux/Makowsky ·
2014: Blokhuijsen/Kramer/Verweij ·
2018: Bøkko/Henriksen/Nilsen/Pedersen ·
2022: Engebråten/Kongshaug/Pedersen